# 达尼埃尔·博韦
达尼埃尔·博韦（Daniel Bovet，1907年3月23日—1992年4月8日）是一位瑞士裔的意大利药理学家。他出生于瑞士的弗勒里耶，是一名少有的世界语母语者。1957年，他被授予诺贝尔生理学或医学奖，以表彰他在肌肉松弛方面的进展和首次合成抗组胺的成就。
博韦发表了近400篇论文，涵盖了化学疗法、磺胺药、交感神经系统药理学、过敏状态的治疗、箭毒和类箭毒药物、激素平衡、中枢神经系统药物等各个领域。著有《植物性神经系统药物的化学结构和药效活性》（1949，与其妻合著）、《箭毒与类箭毒药物》（1959，与其妻、马里尼-贝托洛合著）、《控制的药物》（1974，与布鲁姆、摩尔合著）等专著。

## 早年
达尼埃尔·博韦于1907年3月23日出生在瑞士纳沙泰尔州的弗勒里耶。他的父亲皮埃尔·博韦是日内瓦大学的心理学教授，曾和E·克拉帕勒德一同创立了卢梭学会，后来让·皮亚杰就曾在该学会工作。据博韦后来回忆，父亲非常严厉，是虔诚的加尔文派信徒，不允许自己和孩子过放纵的生活。母亲艾米·巴比是法国人。
之后他一直在日内瓦念书，1927年于日内瓦大学理科毕业。他给F·巴泰利教授當助手。1929年凭籍一篇动物比较解剖学的论文取得了自然科学博士学位，导师是E.Guyenot。同年进入了巴黎的巴斯德研究所，导师是埃米尔·鲁。鲁是化学疗法实验室的埃内斯特·富尔诺请来组建药理学研究小组的。接下来近20年博韦都将在巴斯德研究所工作。在巴黎，博韦邂逅了Filomena Nitti，她是意大利1919-1920年的总理弗朗切斯科·萨韦里奥·尼蒂的女儿，法西斯时期流亡法国。Filomena1938年和他结婚，她的哥哥Federico与博韦一起研究磺胺药，并成为他终生的合作者。

## 巴黎研究生涯

### 磺胺药
在巴黎，博韦展开了他的药理研究，发现了许多化疗、抗菌、抗原生动物药物的作用机理机制，革新了传统疗法的观点。在巴斯德研究所的埃内斯特·富尔诺的化疗实验室进行的研究，得益于保罗·埃尔利希的想法。埃尔利希是化疗的先驱者，他希望发现能够杀死致病微生物而不破坏宿主生物体的化学物质，用来当做有效的武器。
博韦在他的书《磺胺药历史》在都灵出意大利文版时接受历史学家Gilberto Corbellini采访，谈到埃尔利希。像富尔诺一样，博韦把埃尔利希连同路易·巴斯德一起作为任何理解与病原体作战的理性态度的历史和科学的参考点。然而，博韦不仅因科学的程序和方法钦佩埃尔利希，同时也为他看重研究工作中的运气。据埃尔利希，发现有效的化疗药物需要四样东西：钱、耐心、能力、运气。博韦也看到了科研条件控制不了先验的东西，能够导致突然发现。
最终，博韦和他巴斯德研究所的同事们在磺胺类药物的研究上面的研究远远超出了埃尔利希的化疗药物研究计划。经过几个月的努力，1935年11月6日上午，博韦、Federico Nitti、Jacques和Therese Trefouel成功证明百浪多息所得到的抗微生物作用同样可以用硫酰胺得到。体外百浪多息不起作用是由于，药物只要保留了其原有的化学结构就没有抗菌性。然而，在生物体中，氧化还原过程导致形成两个独立的分子，其中无色的对-氨苯基硫酰胺能有效对抗链球菌。1936年，这一组研究人员又发现，磺胺药物不杀死细菌，但可以成为细胞抑制剂。

### 拟交感药和抗交感药
该小组的研究活动除了寻求有化疗效果的药物，还希望由探寻机体内部代谢或提出可能假说的方式搞清各种天然或人工合成药物的作用机理。比如，通过追寻特定分子经过内环境液体和某些组织的路径，来肾上腺素的衍生物。博韦研究化合物、代谢和药理作用间的联系，专注于拟交感药和抗交感药物，能够模拟或对抗肾上腺素和去甲肾上腺素的作用。全部分子都进行了研究，以生产和完善能作为血管扩张剂（尤其是冠状动脉）的药物，以对抗支气管炎，哮喘，高血压等疾病。肾上腺素衍生物的系统研究主要集中在苯基乙胺的高血压属性上。其他一些新衍生物的拟交感活性也得到阐明。
从1933年到1953年，博韦和他的同事研究了成百上千的由富尔诺小组合成的上述分子，标为F...，探寻了它们在体外和体内对植物神经系统的影响。例如，1933年，一个从苏黎世学生来的在博韦的实验室工作，并开始构思的合成一种分子，能够中和或反转肾上腺素的影响。博韦发现，这个产物有中和过敏反应中释放的组胺的功效。几天后又发现它有催眠的功效。

### 抗组胺药
博韦和富尔诺在一项试图发现抗疟疾药物的项目中研究了第一种抗交感产物F.883——1,4-二氧杂环乙烷的一种衍生物。这个发现引导博韦去发现抗组胺药。该研究的出发点是观察肾上腺素、乙酰胆碱和组胺的相似性，这三种生物胺都有强劲的药理特性。现在由于副抗交感物质的发现（自1867年阿托品的抗痉挛作用的发现），博韦作出推论，能够对抗组胺的药物肯定存在。
在1930年代，还没有明确证据表明组胺与变态反应有关，博韦的研究为这种假说提供了决定性的支持。1937年，博韦和Anne Marie Staub描述了有抗过敏特性的thymoxyethyldiethylamine，该物质有抗组胺作用。抗组胺药能够防止过敏性休克，充分证明组胺是与这种休克和其他过敏反应最相关的一种血管活性物质。虽然这种药物毒性过大，不宜投入临床使用，但后来对抗过敏症的药物几乎都可以视为它的衍生物。

### 合成箭毒
博韦和他的小组在发掘看似很不同的自然或合成分子上的联系上取得了成功。他们发掘了肾上腺素以及其他拟交感药、二氧杂环乙烷的衍生物、安非他命、麦角酸衍生物的分子结构和功能之间的联系。
这些重大的研究和分类的工作，使人们有可能遵循分子彼此相似的印记，但有时在神经受体的水平产生相反的效果，这在当时还是一个未知数。这个任务对研究者的直觉有很高要求，博韦夫妇在《植物性神经系统药物的化学结构和药效活性》（1948年）中描述了这项研究，他们的同事开玩笑地称其为“圣经”。发表多年后，这篇文章中提到的方法仍被用于研究化合物的分子亲和力和对抗力。
在被研究的分子中，合成箭毒的一种形式扮演了非常重要的角色，在神经和肌肉之间的胆碱突触水平有活性。理想的情况下进行的工作由克洛德·贝尔纳学派和他的弟子Vulpian开始，博韦和Simone Courvoisier检查了它们的瘫痪作用。这些物质是从植物中提取的生物碱，一直沿用到今天，南美洲和中美洲的印第安人用其麻痹猎物，1942年由格里菲斯和约翰逊将其以D-筒箭毒碱的形式投入临床使用。 博韦曾去巴西丛林中考察，向印第安人学习了从植物中提取药汁的技术。1946年博韦、Depierre和Courvoisier将加拉碘铵投入临床使用，这是一种非常强力的合成衍生物，被一代又一代的外科医生用于松弛全身肌肉。这项研究与对琥珀酰胆碱的衍生物研究一起进行的，那项研究是由博韦和F. Bovet Nitti、S. Guarino、V.G. Longo、G.B. Marini-Bettolo在罗马高等卫生研究所进行的。

## 意大利和美国
1947年，博韦接受罗马高等卫生研究所所长多梅尼科·马罗塔的邀请，与妻子Filomena一起迁居罗马，负责一个很大的药理学实验室。新的研究团队主要关注箭毒和一系列作用于中枢神经系统和脑循环的物质。他的研究方向开始转向精神药理学和行为生物学。1957年，他因为关于抑制某些机体物质作用的合成化合物的发现而获得诺贝尔生理学或医学奖。另一位诺贝尔奖得主恩斯特·鲍里斯·钱恩当时也在健康研究院工作。丽塔·列维-蒙塔尔奇尼也刚刚来到该所。许多科学家都被所里的协作氛围和全意大利少见的科学资源所吸引。
然而不久之后，政治敌对和职业竞争损伤了这种大好局面，马罗塔的所长职务被撤，研究陷于停顿。博韦和其他研究员站出来支持马罗塔。他一点也不理解研究所在政治和官僚圈中的沉沦，被这种现象的非理性深深困扰，不像乐观的钱恩，后者经常在走廊里对此事直接大骂出口。
恩斯特·钱恩爵士离开意大利前往伦敦帝国学院，博韦看到这一波内斗会持续一段时间，于是离开准备寻求新的职位。然而他低估了对手的影响力，寻求好些研究药理学的职位都因为“缺乏教学经验”遭到拒绝。不过，1964年，他还是成为了撒丁岛的萨萨里大学药理学教授，有时也去洛杉矶加州大学的脑研究所作研究。是迪恩医学院的Sherman Mellinkoff和脑研究所所长John D. French做的邀请。
博韦带着极大热情接受了这一邀请，因为他已经开始研究遗传行为学，用近交系的小鼠。用小鼠做这些研究在欧洲不常见，在美国则很平常，橡树岭用它们研究放射生物学，巴尔港的杰克逊实验室则用它们研究免疫遗传学。他到洛杉矶做了一些年研究，关注胆碱能和肾上腺素能药物对行为的影响。加州大学欧文分校的James L. McGaugh也参与了此项研究，他曾是博韦在罗马研究所的同事。这些研究在罗马得以继续，在那儿博韦于1969年被理学院邀请做心理生物学教授，这在当时的意大利是一门新学科。博韦在罗马创立了意大利国家研究委员会精神生物学和精神药理学实验室，他在那儿做了10年主任，继续研究行为遗传学。

### 转向精神生物学
博韦认为，他在精神药理学和精神生物学领域的研究必将与他对药物对中枢神经系统的作用、抗组织胺、氯丙嗪和肾上腺素能药物的衍生物的研究相联系。不同的物质对中枢神经系统的作用和不同的精神药物的影响如何因个体而异，博韦从经验出发，使用药物探索神经系统的“探针”来衡量神经变性结构和行为。这些在精神药理学和心理药理学研究，很快就导入行为遗传学研究，使用啮齿动物近交系小鼠群体为材料。在洛杉矶和萨萨里，他抓住了记忆个体差异以及能够干扰记忆力的药物的生物学基础来研究。
研究报告表明使用近交系研究精神生物学至少有两个理由：一是同系个体极端行为的同质性，而是不同系群体之间特质的差异。这些近交系为精神生物学家提供了能够表达同质适应行为的无限多组的动物。这有利于克服之前画出实验动物学习和记忆力曲线的困难。
博韦在精神药理遗传学和行为遗传学领域的研究发展了创新的方法，有助于在精神生物学仍在起步阶段的时候提出决定行为的生物因素的问题。当博韦开始在这一领域的工作时，实验心理学中的行为主义理论占统治地位，声称人或动物行动的各个方面均由刺激和反应引起，排除任何所谓脑的“黑匣子”的认识。通过遗传方法，博韦表明，一些行为模式具有重要的生理成分，因为它们依赖于神经系统中的神经生物学结构水平上的特定差异，从神经感受器到一些脑神经核的延长。他建议神经科学和精神生物学的研究应该从特征相反的表型的特定种系着手。
博韦的研究方法提出了遗传和环境因素引发神经结构变化的命题，启发了后来杰拉尔德·埃德尔曼提出神经元达尔文主义理论。
1969年，他回到罗马，任国家研究委员会精神生物学和精神药理学实验室主任。1971年成为罗马大学的精神生物学教授，1982年退休。

## 荣誉和奖项
博韦在1946年当选为法国荣誉军团骑士。1959年被授予意大利共和国勋章。1934年，获日内瓦大学科学院Plantamour奖。 1936年，获法兰西学院Martin Damourette奖。 1941年，获意大利科学院Muteau奖。 1949年，获苏格兰爱丁堡大学卡梅隆奖、瑞士伯尔尼医学院Burgi奖。1952年获英国利兹大学Addingham金奖。 1949年，他和妻子同获E·帕特诺奖。他们在1951年获意大利国家研究理事会科学想象奖。1957年获诺贝尔生理学或医学奖。